# Gjorge Ivanov
Gjorge Ivanov (Macedonisch: Ѓорге Иванов) (Valandovo, 2 mei 1960) was van 2009 tot 2019 president van Noord-Macedonië.

## Opleiding
Hij studeerde politicologie aan de Sint-Cyrillus- en Sint-Methodiusuniversiteit in Skopje. Na zijn studie werd hij gasthoogleraar aan de Universiteit van Athene. Vanaf 2008 was hij fulltime professor aan zijn alma mater.

## Politieke carrière
Ivanov werd reeds in zijn jeugd politiek actief. Tot het uiteenvallen van Joegoslavië begin jaren negentig, was hij lid van de jongerenorganisatie van de Joegoslavische Communistenbond. Hoewel hij sinds het ontstaan van de Republiek Macedonië geen lid meer was van een politieke partij, werd hij namens de conservatieve VMRO-DPMNE voorgedragen als kandidaat bij de presidentsverkiezingen in 2009. In zijn campagne legde Ivanov de nadruk op de verhouding tussen zijn land en Griekenland. Hij wilde een einde maken aan het langlopende conflict over de naam van het land.
Na twee stemrondes werd Ivanov gekozen tot president van Macedonië. In 2014 werd hij herkozen. Ivanov verzette zich tevergeefs tegen de naamsverandering van zijn land naar Noord-Macedonië in 2018-2019.
Zijn presidentschap duurde precies tien jaar. Na twee termijnen als president mocht Ivanov zich bij de verkiezingen in 2019 niet opnieuw verkiesbaar stellen. Hij werd opgevolgd door de sociaaldemocraat Stevo Pendarovski.

## Privé
Ivanov is getrouwd met Maja Ivanova. Samen hebben zij een zoon.